# Prieuré Saint-Michel de Sart-les-Moines
Le prieuré Saint-Michel de Sart-les-Moines à Charleroi fut fondé au début du XIIe siècle, et fut reconstruit en 1732. Transformés en exploitation agricole et tannerie en 1804, les bâtiments retrouvèrent leurs vocations religieuses initiales en 1903 par l'arrivée des pères Assomptionnistes venu de France. Il fut abandonné en 1955. Classé en 1986 et restauré à partir des années 1990, il est actuellement un lieu d'habitations.

## Histoire

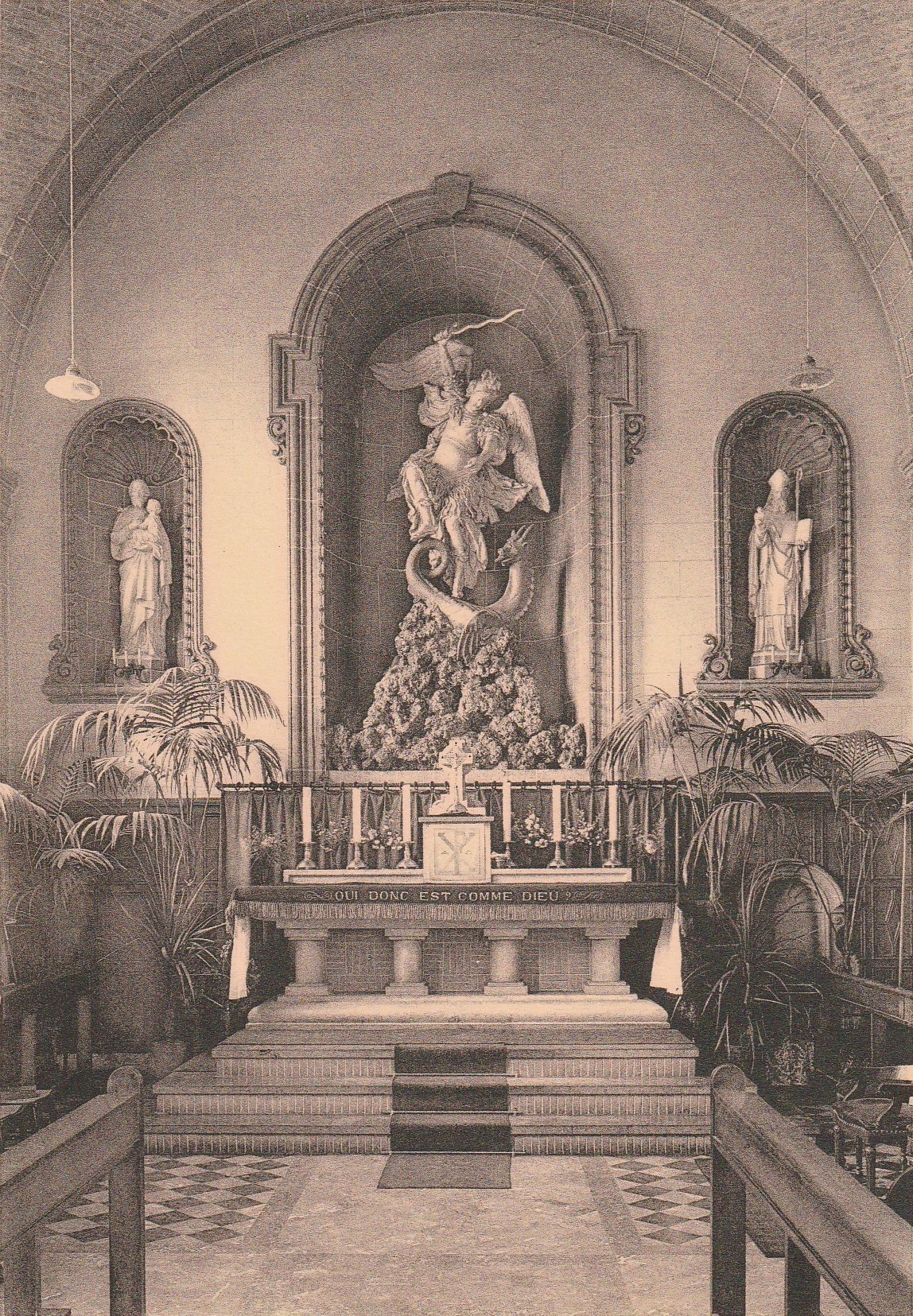
Au verso de la carte postale (vers 1940) : La chapelle - L'Ancien Autel, tout en chêne, est à Roux. L'Autel en belles pierres bleues a été placé en 1937.

Fondé vers 1110 par trois moines bénédictins de l'abbaye de Liessies mandés par Pétronille du Roucy, veuve de Raoul de Viesville, seigneur de Gosselies. Transféré en 1125 à l'abbaye de Liessies par Albéron, prince-évêque de Liège, ce bien reste dans la maison-mère jusqu'à ce que les sans-culottes sécularisent les biens du clergé et vendent les bâtiments du Prieuré en 1797.
En 1685-1686 sont érigés un ensemble de bâtiments, complétés en 1731-1732 par une magnifique chapelle dédiée à Saint Michel, qui confèrent à l'ensemble son allure actuelle. Transformés en exploitation agricole et en tannerie dès 1804, les bâtiments sont réinvestis en 1903 par les pères Assomptionnistes, religieux français voués à l'enseignement, qui en prennent grand soin. Abandonné en 1955 et perturbé par les travaux de reconstruction du canal Bruxelles-Charleroi, le prieuré est restauré à partir de 1990 pour servir de maison de repos pour personnes âgées.

## Architecture

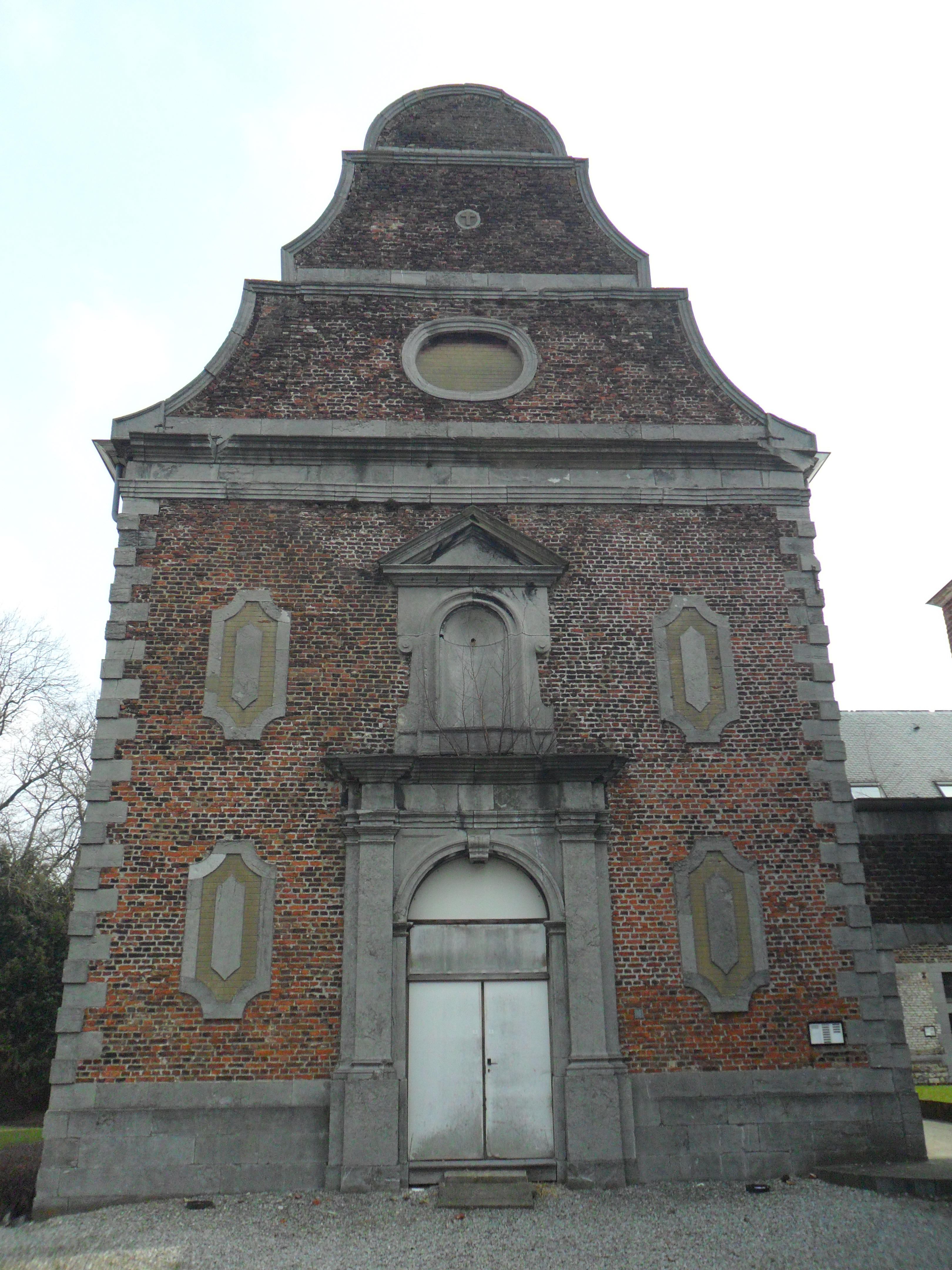
Façade de la chapelle

Ensemble en brique et calcaire dont les différents bâtiments cernent une petite cour accessible par une porte à encadrement de claveaux à refends.
Aile septentrionale occupée par la chapelle de 1732. Mononef terminée par un chevet plat, montée sur un soubassement de pierres de taille et harpée aux angles de harpes à refends.
Façade baroque ornée de quatre cartouches panneautés encadrant le portail dessiné en plein cintre à clé et impostes saillantes moulurées, entre deux pilastres dosserets portant un entablement. Au-dessus, haute niche également en plein cintre mouluré, dans un encadrement à crossettess et volutes coiffé d'un fronton triangulaire. Surmontant l'entablement prolongé latéralement en corniche, pignon chantourné à rampants de pierre, percé d'un oculus et barré de chaînes sur larmiers.
Nef éclairée par cinq fenêtres en plein cintre à encadrement harpé creusé d'une gorge, inscrites entre deux chaînes. Trois baies semblables ouvertes côté cour, la première sur une porte récente. Chevet également parcouru de chaînes et orné des mêmes cartouches qu'en façade, de part et d'autre d'une baie en plein cintre murée, sur un percement tardif. Toiture à coyaux plantée d'un petit clocheton en façade.
À l'intérieur, les fenêtres sont garnies d'un encadrement enduit à crossettes et rocailles, et séparées par des pilastres engagés. Ceux-ci supportant chacun un arc doubleau en calcaire, entre les voûtes en briques peintes décorées de cinq écussons dont celui de Saint Michel arborant le chronogramme.
Aile orientale conservant un soubassement de petits moellons gréseux, peut-être antérieur, alignant en façade sur cour deux niveaux et cinq travées de baies prises entre deux chaînes, à linteau droit sur montants harpés. Porte à traverse surmontée d'un cartouche réinséré, daté de 1713. Corniche de pierre en cavet.
Face extérieure limitée de harpes d'angles comptant sept travées de baies similaires, dont une porte à traverse sous fenêtre d'imposte.
Fermant les deux autres côtés de la cour, corps de bâtiments plus marqués par la restauration, présentant sur cour des façades de quatre et cinq travées de baies à linteau droit sur montants harpés ou en matériaux alternés au rez-de-chaussée; fenêtres d'étage neuves, à seul linteau de pierre et appui souligné d'une chaîne.
Vers l'extérieur, aile méridionale entièrement cimentée en façade, serrant dix travées de fenêtres étroites à linteau droit au rez-de-chaussée et cintré à l'étage. Aile occidentale éclairée de fenêtres semblables à celles de la façade sur cour, portant au mur pignon deux écussons millésimés de 1903 et 1928. Nouvelles toitures d'ardoises à croupes et coyaux.
Au sud, bâtiments en briques édifiés entre-deux-guerres, de moindre intérêt,,.